# Biotopinventar Vorarlberg
 BIO|TOP 
Das Biotopinventar Vorarlberg ist ein Verzeichnis besonders schützenswerter Biotope des österreichischen Bundeslandes Vorarlberg.

## Grundlagen und Geschichte
In den Jahren 1984 bis 1989 erstellte man unter Ägide des Vorarlberger Landschaftspflegefonds Inventare besonders schutzwürdiger Biotope, betreut von Mario F. Broggi und Georg Grabherr. Die Aufarbeitung war bis 1991 abgeschlossen. Sie gilt als „besondere Pionierleistung“ des Fachs, Vorarlberg war das erste Bundesland mit vollständiger Inventarisierung.
Dieses Inventar wurde 2005 bis 2008 im Auftrag der Vorarlberger Landesregierung durch das Büro AVL–Arge Vegetationsökologie und Landschaftsplanung, Wien, aktualisiert (Biotopkartierung Vorarlberg 2005–2008). Dabei wurde sowohl die Bestandsaufnahme selbst, wie auch der zugrunde liegende Biotoptypenkatalog, überarbeitet und ergänzt. Die Neuaufnahmen umfassen:
- Aktualisierung des Naturwertes der ausgewiesenen Biotope
- flächenscharfe Aufnahme
- fachliche Bewertung der Schutzwürdigkeit

Im Rahmen dessen wurde das Inventar auch in das Landes-Geoinformationssystem VOGIS integriert und eine Informationsbasis für die einzelnen Gemeinden geschaffen. Präsentiert wurde die Neuauflage April 2010 von Umweltlandesrat Erich Schwärzler am Stützpunkt der Naturwachtgruppe in Wolfurt.
Das Inventar umfasst heute alle Biotope – ausgenommen denen des intensiven Grünlandes, der Äcker und des Siedlungsraumes, die nach Maßgabe modernen Natur- und Landschaftsschutzes relevant sind. Die aktualisierte Fassung führt 1.385 Einzelbiotope mit 27.130 ha Fläche, also etwa 10 % der Landesfläche, und umfasst mehr als 7.000 Einzeldatensätze und 62.500 Pflanzenfunde.
Damit bildet das Inventar auch die Basis für das Natur-Monitoring Vorarlbergs ebenso wie die Ausweisung von Schutzgebieten, sowohl nationale wie auch etwa die des europäischen Natura-2000-Netzwerks.

## Exkursionen
Seit 2011 werden durch das Land Vorarlberg jährlich bis 43 Exkursionen angeboten. Diese Exkursionen werden von Experten durchgeführt und finden in jeweils unterschiedlichen Biotopen statt.